# コンラート・ヴェルキ
コンラート・ヴェルキ（Konrad Wölki、1904年12月27日 - 1983年9月5日）は、ドイツの作曲家、マンドリン奏者。ツップオーケストラ（マンドリンオーケストラ）の音楽的地位の向上に貢献した。

## 生涯
ベルリン出身。12歳の時にベルリン王立オペラ児童合唱団のメンバーとなった。1922年、「マンドリンオーケストラ・フィデリオ」を結成。この団体は何度かの名称変更を経て、最終的に1937年に「ベルリナー・ラウテンギルデ」と改称された。
1934年から1940年までベルリン市立音楽院（現在のベルリン芸術大学）で撥弦楽器を教えた。1948年から1959年までライニッケンドルフの市民音楽学校で教壇に立ち、1962年から1966年までベルリン市立音楽院で青少年音楽家のためにセミナーを開いた。
初期の作品はトレモロ主体のロマン主義音楽であったが、やがてピック奏法主体の新古典主義音楽へと変化していった。1950年代より現代的な和声やリズムを取り入れるようになったが、前衛音楽へ移行することはなかった。

## 作品
- 序曲第1番イ長調
- 序曲第2番嬰ヘ短調
- 序曲第3番ニ長調
- 序曲第4番ロ短調
- 序曲第5番ハ長調
- 序曲第6番ト長調
- 組曲第1番（1935年）
- 組曲第2番（1937年）
- 小組曲ト長調
- ヴァイオリンと2つのフルートとツップオーケストラのための協奏曲（1954年、1966年改訂）
- ロンド・スケルツォーソ
- 3つの古い舞曲
- ウィーン風協奏曲
- 帰郷（ハイムライゼ）
- 熱情組曲
- 一楽章の為の交響曲